# Frontera entre Polònia i Ucraïna
La frontera entre Polònia i Ucraïna es la frontera internacional entre Polònia, membre de la unió Europea, i Ucraïna. Té una longitud total de 535 km (332 mi) o 529 km (329 mi) (les fonts varien).

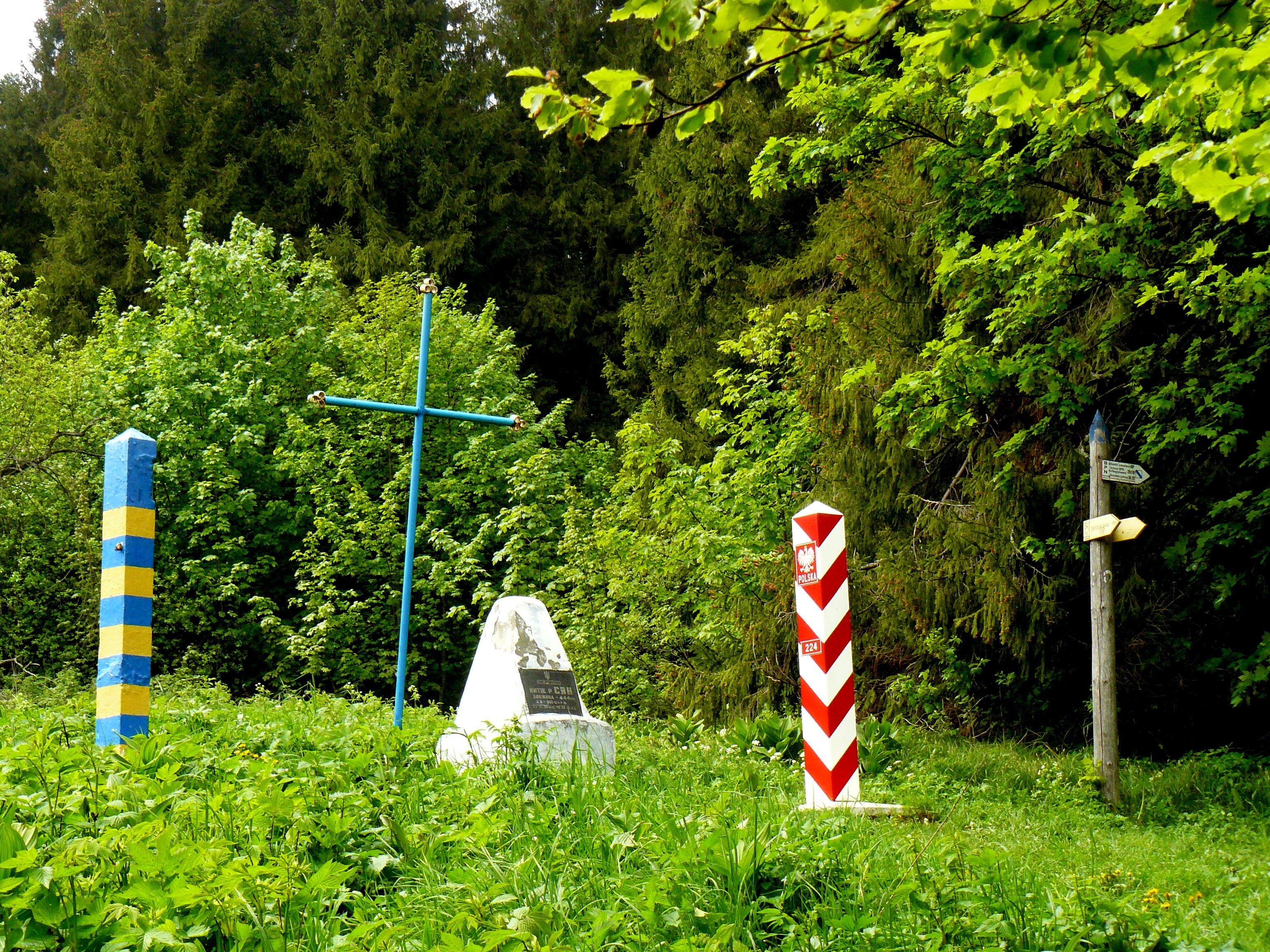
Marcadors fronterers polonesos i ucraïnesos al riu San

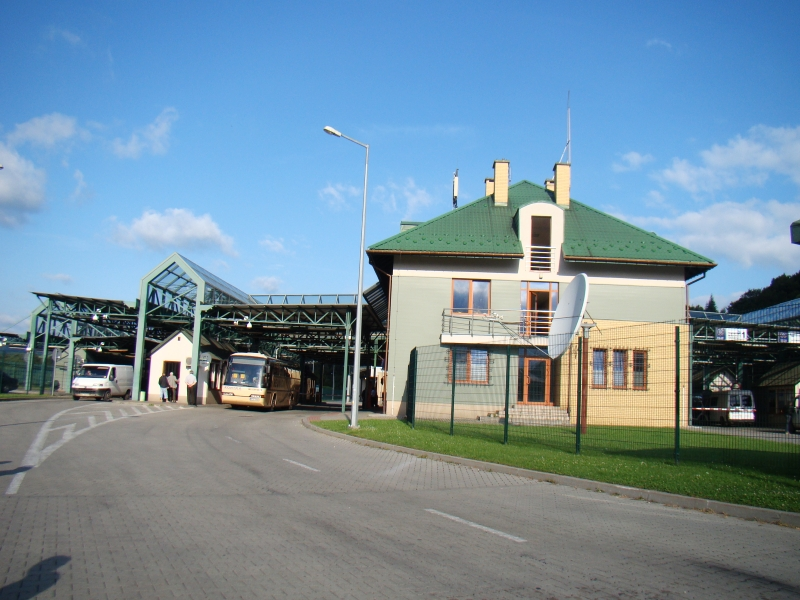
Pas fronterer Krościenko-Smilnytsya

## Història
Una primera frontera entre Polònia i Ucraïna es va formar, breument, després de la guerra polonesoucraïnesa el 1919. El tractat de Varsòvia de 1920 va dividir els territoris en disputa a favor de Polònia al llarg del riu Zbrutx. L'any següent, tanmateix, Ucraïna va perdre la seva independència davant la Unió Soviètica i els seus territoris restants es van dividir entre Polònia i l'RSS d'Ucraïna per la pau de Riga.
La dissolució de la Unió Soviètica en una sèrie d'estats post-soviètics transformaren ls frontera entre Polònia i la Unió Soviètica en la cadena de fronteres Polònia-Rússia, Polònia-Lituània, Polònia-Belarús i Polònia-Ucraïna. Polònia i Ucraïna van confirmar les seves fronteres el 18 de maig de 1992. És la més llarga de les fronteres orientals de Polònia. La frontera es va fer molt més oberta en comparació amb l'època soviètica, quan tot i ser ambdós part de la Bloc de l'Est, travessar-la era molt difícil. A mesura que la frontera es va obrir al trànsit massiu, el nombre de persones que creuen la frontera entre Polònia i Ucraïna va començat a créixer de forma constant des de la dècada de 1990, per estabilitzar-se al voltant del 2000. Aproximadament tres milions d'ucraïnesos travessaren ca da any la frontera en la dècada del 1990. Un dels números més alts es va registrar el 2001 amb prop de 12 milions de persones que creuaren la frontera.
Quan Polònia es va unir a la Unió Europea el 2004, la frontera s'ha convertit en una de les fronteres exteriors de la Unió Europea. És una de les quatre fronteres entre la Unió Europea i Ucraïna, les altres són la frontera entre Ucraïna i Hongria, la frontera entre Romania i Ucraïna i la frontera entre Eslovàquia i Ucraïna. Com que és un punt d'entrada a l'espai Schengen es va introduir un requisit de visat per als ciutadans ucraïnesos que entrin a Polònia des d'octubre de 2003. En el període d'octubre de 2003 a setembre de 2004, les autoritats poloneses van emetre uns 620.000 visats a ucraïnesos. El requisit del visay no ha reduït significativament el trànsit, ja que va tornar als nivells anteriors dins d'un any. En 2006 es va produir un altre pic, quan gairebé 20 milions travessaren la frontera. En 2008 Polònia i Ucraïna adoptaren polítiques sobre trànsit fronterer local (dut a terme en 2009). Aquest acord introdueix permisos de trànsit locals que permeten als titulars travessar la frontera durant un màxim de 90 dies per semestre. L'any 2009 va veure aproximadament 12 milions de creaments fronterers a la frontera entre Polònia i Ucraïna.

## Característiques
La frontera entre Polònia i Ucraïna és la frontera oriental més freqüentada de la Unió Europea.
La major part del trànsit fronterer és generat per ciutadans ucraïnesos. El petit comerç petit i el turisme de compres eren i segueixen impulsant gran part del trànsit, i la migració amb finalitats laborals és un altre factor important.
La frontera està fortament vigilada, ja que es tracta d'una ruta principal de contraban a la UE, tant per a mercaderies com per a immigració il·legal.
Aproximadament 8 milions de persones viuen a la zona fronterera, més o menys dividides entre Polònia i Ucraïna.

## Passos fronterers
Hi ha nombrosos passos fronterers entre Polònia i Ucraïna, en una combinació de passos per carretera, ferrocarrils, passatgers i mercaderies. En 2012, els següents eren actius:
1. Medyka-Shehyni: pas de carretera, passatgers i mercaderies;
2. Dołhobyczów-Uhryniv: pas de carretera i passatgers;(obert en juliol de 2014)
3. Korczowa-Krakovets: pas de carretera, passatgers i mercaderies;
4. Hrebenne-Rava-Ruska: pas de carretera, passatgers i mercaderies; i pas ferroviari de passatgers;
5. Zosin-Ustyluh: pas de carretera per passatgers;
6. Krościenko-Smilnytsya: carretera; pas de vianants
7. Dorohusk-Yahodyn: carretera i ferrocarril, mercaderies i passatgers;
8. Hrubieszów-Volodímir: ferrocarril de passatgers i mercaderies;
9. Krościenko-Khyriv: ferrocarril de passatgers
10. Przemyśl-Mostyska II: ferrocarril de passatgers i mercaderies;
11. Werchrata-Rava-Ruska: ferrocarril de mercaderies